# أمر (حوسبة)

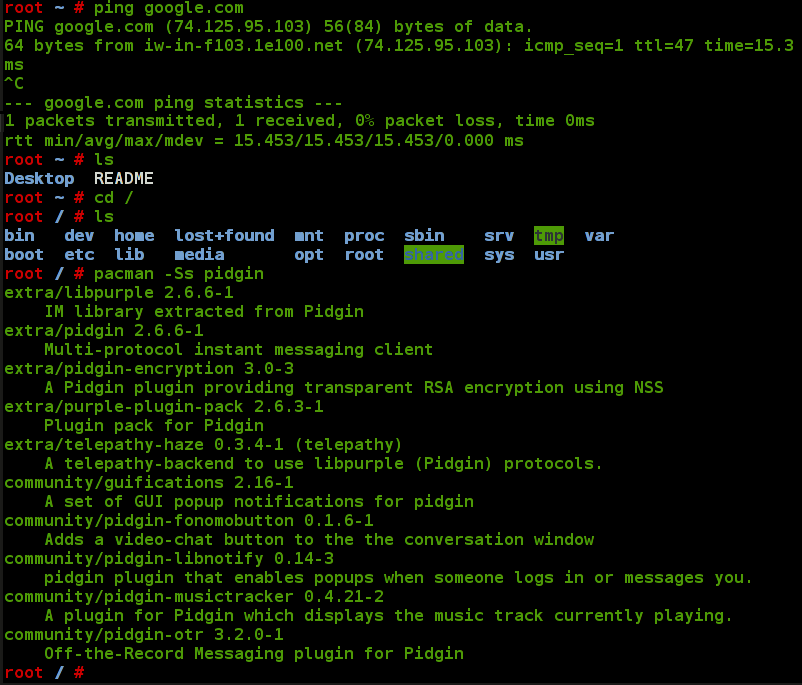

الأمر أو الإيعاز (بالإنجليزية: Command)‏ هي تعليمةٌ إلى برنامجٍ حاسوبي تُسبِّبُ - عندما تَصدر عن المستخدِم - تنفيذَ فعلٍ ما. تُدخَلُ الايعازات عادةً عن طريق لوحة المفاتيح، أو تُنتخَبُ من قائمة الخيارات.